# Nha San Collective
Nha San Collective — первое некоммерческое художественное пространство, управляемое самими художниками, созданное во Вьетнаме в 1998 году — по инициативе куратора Чан Лыонга и художника Нгуен Мань Дыка; специализируется на современном экспериментальном искусстве; имеет несколько помещений в городе Ханой — обладая крайне ограниченными финансовыми ресурсами, появилось в частном доме; неоднократно подвергалось цензуре со стороны властей — за работы экологической и экономической тематики; проводит групповые и персональные выставки.

## История и деятельность
В 1998 году художник и куратор Чан Лыонга (вьет. Trần Lương, род. 1960) и художник Нгуен Мань Дыка (вьет. Nguyễn Mạnh Đức) основали в Ханое студию «Nhà Sàn Studio», которая стала первым экспериментальным художественным пространством в стране — первой площадкой студии стал собственный дом Нгуена Мань Дыка, дом на деревянных сваях, давший название студии. Студия стала местом проведения подпольных выставок альтернативного искусства, поскольку создатели полагали, что в то время местное изобразительное искусство «зашло в тупик».
В 2013 году коллектив художников, работавших и выставлявшихся в студии, решил создать ассоциацию «Nhà Sàn Collective», ставя себе целью создание стабильной структуры для развитие современного искусства во Вьетнаме, несмотря на многочисленные политические ограничения в культурной среде страны. Сегодня пространства «Nha San Collective» по-прежнему являются местом для экспериментов в искусстве — но отличаются более открытым подходом, в связи с уменьшение в XXI веке масштаба репрессий в отношении неофициальных вьетнамских художников. Кроме того студия и коллектив предоставляют местным художникам возможность сотрудничать с международными авторами, проводя культурный обмен — прежде всего, с соседними странами. Выставки, мастер-классы, семинары, лекции и дискуссии с иностранными художниками и кураторами постепенно стали частью студийной жизни.
В 2010 году студия была закрыта в связи со скандалом во время фестиваля «IN:ACT», связанного с появления одного из артистов полностью обнажённым на публике; фотографии с постановки были обнародованы без какой-либо справочной информации или пояснения — в том числе и на вьетнамском телевидение. Но в конце апреля 2013 года студия снова открылась в заброшенном здании бывшего медицинского заводе «National Medicine Factory No. 2» в Ханое, по адресу улица Tran Thanh Tong, дом 9. Художники решили арендовать помещение площадью в 150 квадратных метров — и совместно превратить его в мастерскую и выставочную площадку. В течение первых шести месяцев своего пребывания в «Зоне 9» (Zone 9), «Nha San Collective» организовал на новой площадке два фестиваля и 11 выставок; но вскоре в здании произошел пожар, в результате которого погибли шесть человек — что привело к закрытию студии в декабре 2013 года.
Из «Зоны 9» коллектив переехал в центр старого Ханоя, на улицу Ly Quoc Su; как часть празднования открытия нового художественного пространства группа организовала коллективную выставку «Облака расскажут» (The Clouds Will Tell), на которой были представлены работы молодых художников. Площадка продолжала работать до августа 2015 года, когда студия переехала в новое помещения, расположенное в культурном центре «Hanoi Creative City» — переезд ознаменовался открытием выставки «from.to.». Местными партнерами коллектива выступали «Hanoi Creative City», Институт Гёте, «Manzi Art Space», фонд «Japan Foundation», центр «Korean Center» и галерея «Art Vietnam Gallery».